# Liber usualis

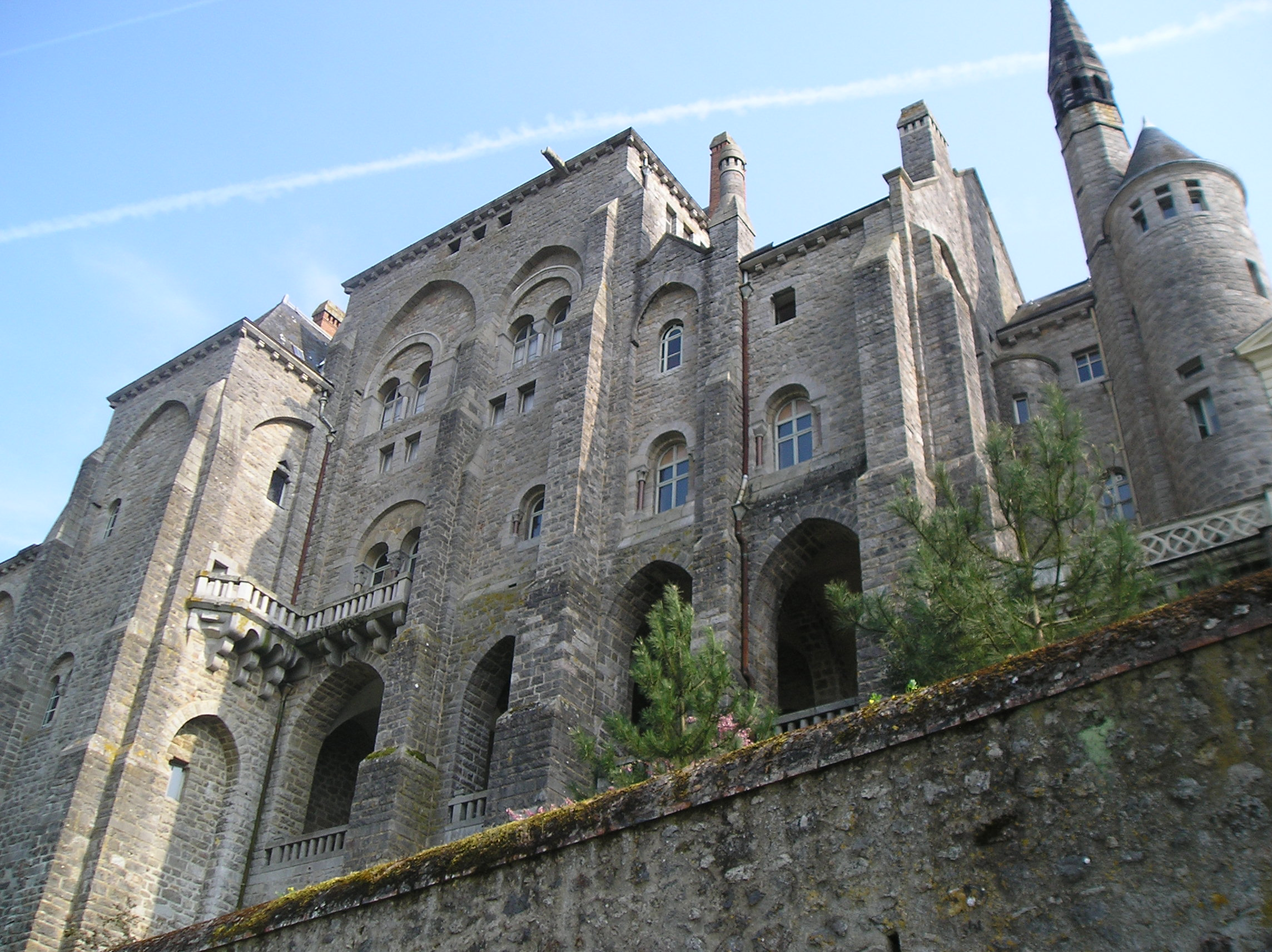
La primera edición del Liber usualis fue impresa y publicada por la imprenta de la Abadía de San Pedro de Solesmes en 1896.

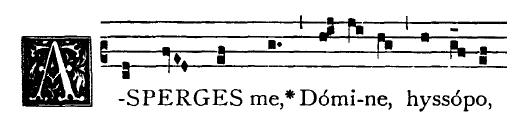
Íncipit del Asperges, en el Liber Usualis.

El Liber usualis o  Liber Usualis (Libro de uso), cuyo título completo es Liber usualis missæ et officii pro dominicis et festis cum cantu gregoriano, es una colección de canto gregoriano utilizada por la Iglesia católica en su rito romano, transcrito solo en notación cuadrada. Esta música modal monódica en latín, ha sido interpretada en la Iglesia católica al menos desde el siglo VIII hasta nuestros días.
El Liber usualis se ha difundido por todo el mundo latino, si bien actualmente se ha sustituido por el Graduale Triplex, en cuyo repertorio, además de la notación cuadrada, se registra también la notación sangallense y la notación de Metz. Por otra parte, el Graduale Triplex sigue el rito hoy llamado ordinario, es decir el reformado por el Concilio Vaticano II.

## Contenido
El libro consta de 1900 páginas, de las que más de 200 están dedicadas exclusivamente a la Semana Santa. En una amplia introducción se explica como leer e interpretar la notación utilizada en el libro (notación cuadrada) partiendo de un sistema rítmico teórico propuesto por el monje de Solesmes André Mocquereau (1849-1930), su primer editor. Los "signos rítmicos" que se incluyen en la obra responden al mencionado sistema. Cuenta con un completo índice que facilita la búsqueda de piezas concretas. Tras el Ordo Missae, es decir, el texto de la misa, hay una pequeña guía para el canto gregoriano dirigida a cantores con poca experiencia.
Sigue el canto del ordinario de la misa y todos los Salmos en sus ocho tonos y el magnificat, que se utilizan en la recitación del Breviario Romano y en la liturgia de las horas. Continúa con el propio de la misa del tiempo: para cada día del calendario litúrgico se marcan todas las piezas que se ejecutan en las vigilias, en los laudes en la hora tercia, sexta, nona, en las vísperas, en las completas y en la misa.
También recoge cantos para ritos específicos como bautismos, bodas, funerales, ordenaciones y bendiciones. 
Las piezas que refieren a la Liturgia de las Horas se encuentran en la parte del libro titulada "Antiphonarium", mientras que las que afectan a la misa se encuentran en la parte llamada "Graduale". El conjunto está formado por una diversa colección de piezas. Si la mayoría de las piezas pertenecen al Antiphonale Missarum Sextuplex del canto gregoriano, otra buena parte es de fecha más reciente y presenta las características más o menos visibles lugar y la época de composición (misa y oficio de la Santísima Trinidad, por ejemplo). Otras piezas se apartan considerablemente del estilo gregoriano (Adoro te, Stabat Mater), o incluso se oponen a este por completo (O filii et filiae, Adeste fideles), sin dejar de ser "música religiosa".

## Edición
Fue editado por primera vez en 1896. Su uso disminuyó después de que el Concilio Vaticano II (inaugurado en 1962 por el Papa Juan XXIII) permitiera en la constitución de la liturgia Sacrosanctum Concilium el uso de lenguas vernáculas en el culto. No obstante, ese mismo concilio ordenó que el canto gregoriano debía mantener un "puesto de honor" en la liturgia (Sacrosanctum Concilium, 116). Los cantos gregorianos todavía son cantados en múltiples monasterios y algunas iglesias, además de las ejecuciones por parte de grupos dedicados a su preservación.